# Tullamore
Tullamore (irsky Tulach Mhór) je město v Hrabství Offaly, ve středu Irska. Je hlavním městem hrabství Offaly.
Město se proslavilo výrobou světoznámé irské whiskey Tullamore Dew vyráběné destilací v Tullamore Distillery, jejíž historie výroby sahá až do roku 1829.
V roce 1950 byla výroba v Tullamore Distillery zastavena a nadále vyráběna ve firmě William Grant & Sons v Corku. Majitelé investovali do nové palírny sladové whisky nedaleko Tullamore se snahou vrátit výrobu zpět. 